# 도미니카 연방
도미니카 연방(영어: Commonwealth of Dominica 코먼웰스 오브 도미니카[*])은 카리브해에 있는 국가 중 하나이며 수도는 로조이다. 영어 국호의 코먼웰스(commonwealth)는 연방이라는 뜻이 아닌 단순히 나라라는 뜻이지만 한국에는 도미니카 연방으로 알려져 있다.

## 역사
'도미니카'는 일요일을 뜻하는 라틴어이다. 콜럼버스가 이 지역을 발견한 날이 1493년 11월 3일 일요일이었기 때문에 붙여진 이름이다.
1600년대에 프랑스와 영국의 정착자들이 도미니카 연방에 도착하였고, 수많은 세월동안 양국과 원주민 카리브 족은 섬의 통치를 위한 싸움을 계속하였다. 1763년 영국이 이 섬을 차지하게 되었고, 경작지를 설립하여 아프리카 흑인들을 노예로 데려왔다. 1834년 노예들은 자유를 얻었다.
1930년대와 1970년대 사이에 영국이 차츰 도미니카 연방에 국내 상황을 위한 통치권을 주었고, 1978년 11월 3일 - 콜럼버스가 이 섬을 발견한지 정확히 485년 만에 공화국으로 독립하였다.

## 지리
이 나라는 섬나라이고 사실상 국경이 없는 나라이다. 윈드워드 제도에서 가장 북쪽에 속하기도 하며 전체 면적은 754km2이다.
대다수의 영토가 열대 우림으로 덮여 있고 세계에서 두 번째로 큰 온천인 끓는 호수가 있다. 폭포와 강이 많이 있는데 이미 멸종했다고 추정된 동식물이 상당수 도미니카 연방에 서식하고 있기도 하다. 화산 지형이 나타나며 모래 해변이 아름다워서 스쿠버 다이빙으로 유명하다.
전해지는 말로는 크리스토퍼 콜럼버스가 돌아가서 신세계에 대한 설명을 해달라는 청을 받았을 때 그는 현재의 도미니카에 대해 묘사했다고 한다. 그는 종이를 대충 구겨서 탁자 위에 올려놓고는 도미니카 연방이 높은 산으로 이루어져 있는 곳이라고 설명했다고 한다.
모르네 트로이 피 국립공원은 화산 지형이 드러나는 열대 우림으로서 1955년 4월 4일 세계문화유산으로 등록되었다.
도미니카 연방은 오래 전부터 베네수엘라와 영토 분쟁이 있었다. 도미니카 섬에서 서쪽으로 220 km 떨어진 작은 암초이며 베네수엘라의 실질적인 지배 상태에 있는 아베스 섬(스페인어: Isla Aves; Bird island)에 대해 양국이 분쟁 중이다.

## 기후
열대성기후이다.

## 인구와 주민
주민은 아프리카계, 유럽계, 물라토 등이다. 크리스토퍼 콜럼버스가 오기 전부터 살고 있던 원주민이 남아 있는 경우는 카리브 제도 동부에서는 이 나라 뿐이다. 3000명 정도가 섬의 동해안에 살고 있다.

## 언어
언어는 영어가 공용어이지만, 오랜 프랑스의 지배로 인해 일상 생활에서는 프랑스어, 파트와어로 불리는 크레올어가 널리 사용되고 있다.
과거 프랑스의 식민지 경험으로 몇몇 지명에 그 흔적이 남아 있는데, 수도 로조(Roseau) 역시 '갈대'를 뜻하는 프랑스어다.
도미니카 연방은 영연방과 프랑스어 사용국 기구(프랑코포니)의 정회원국이다.

## 종교
국민의 대다수가 로마 가톨릭교회를 신봉하는 기독교인 사회이다. 헌법으로 종교의 자유가 보장되어 있으며, 개신교도 소수나마 있다.

## 문화
영국의 식민지였었기 때문에 영국영향을 받은 문화가 많다. 하지만 의외로 아프리카인의 문화도 있다.

## 외교
대한관계
도미니카 연방은 1978년에 대한민국과 조선민주주의인민공화국을 동시에 수교하였다. 그러나 조선민주주의인민공화국은 2년 후인 1981년에 단교하였다가 10년 만인 1991년에 재수교하였다.